# Kibara nitens
Kibara nitens är en tvåhjärtbladig växtart som beskrevs av W.R. Philipson. Kibara nitens ingår i släktet Kibara och familjen Monimiaceae. Inga underarter finns listade i Catalogue of Life.